# Loretta Gaïtis
Loretta Gaïtis, née à Paris le 10 septembre 1958, est une architecte et scénographe d'expositions de nationalité française et grecque. Elle est la fille du peintre Giánnis Gaḯtis et de la sculptrice Gavriélla Símossi.

## Biographie
Elle obtient son diplôme d'architecte D.E.S.A. (Diplôme École Spéciale d'Architecture) en 1981 puis de 1983 à 1985 elle intègre l'agence d'Adrien Fainsilber (Grand prix national de l’architecture 1986) avec qui elle travaille sur la Cité des sciences et de l’industrie de la Villette.
En 1989, elle fonde avec les architectes Jacques Charrat et François Zenoni, l'agence Charrat, Gaïtis, Zenoni. La même année, Loretta Gaïtis participe au concours international du musée de l’Acropole à Athènes. Son projet sera classé dans les dix meilleurs projets, et sera primé par le ministère de la culture hellénique.
Loretta Gaïtis est spécialisée dans la scénographie d’expositions temporaires, d’aménagements permanents. Elle a réalisé 150 expositions et aménagements et elle a conçu et réalisé deux musées en Grèce dont le musée Gaïtis Simossi dans l’île d’Ios.
Elle est membre de l’Association des scénographes depuis 2007, date de la création de l’association. Elle siège au conseil d’administration de l'association.
Depuis 2016, elle est associée à Irène Charrat, architecte d’intérieur ESAT et scénographe avec laquelle elle a réalisé une trentaine d’expositions temporaires.
Loretta Gaïtis est mère de trois enfants.

## Architecture
- En 1997 : Musée de Giánnis Gaḯtis à Ios (Grèce) en coréalisation avec l'architecte Jacques Charrat.
- En 1993 : Fondation Jean-Marie Drot à Ios (Grèce) en coréalisation avec l'architecte Jacques Charrat.

## Auteur
- Auteur du catalogue raisonné de l'œuvre de Giánnis Gaḯtis, publié avec le concours de la fondation Ioannou F. Costopoulou en 2003[94].